# توب غير (موسم 17)
توب غير 17 (بالإنجليزية: Top Gear)‏ هو السلسلة السابعة عشرة للبرنامج التلفزيوني البريطاني الذي يهتم بالمركبات، توب جير، تم إنتاجه في المملكة المتحدة. بدأ عرضه في سنة 2011. عرض على بي بي سي تو. بلغ عدد حلقاته 6 حلقات، تم بث البرنامج لأول مرة بتاريخ 26 يونيو 2011 بينما تم بث آخر حلقة منه بتاريخ 31 يوليو 2011. مقدمو البرنامج جيرمي كلاركسون، ريتشارد هاموند وجيمس ماي.